# Малі Дмитровичі
Малі́ Дми́тровичі — село в Україні, в Обухівському районі Київської області. Населення становить 164 осіб.

## Географія
На південно-західній околиці села бере початок і тече через нього річка Тихань, ліва притока Стугни.

## Історія
Метричні книги, клірові відомості, сповідні розписи церкви св. Миколая с. Малі Дмитровичі XVIII ст. - Київської сот. і п., з 1781 р. Київського пов. і нам., з 1797 р. Київського пов. і губ.; ХІХ ст. - Великодмитрівської волості Київського пов. Київської губ. зберігаються в ЦДІАК України.

## Примітки

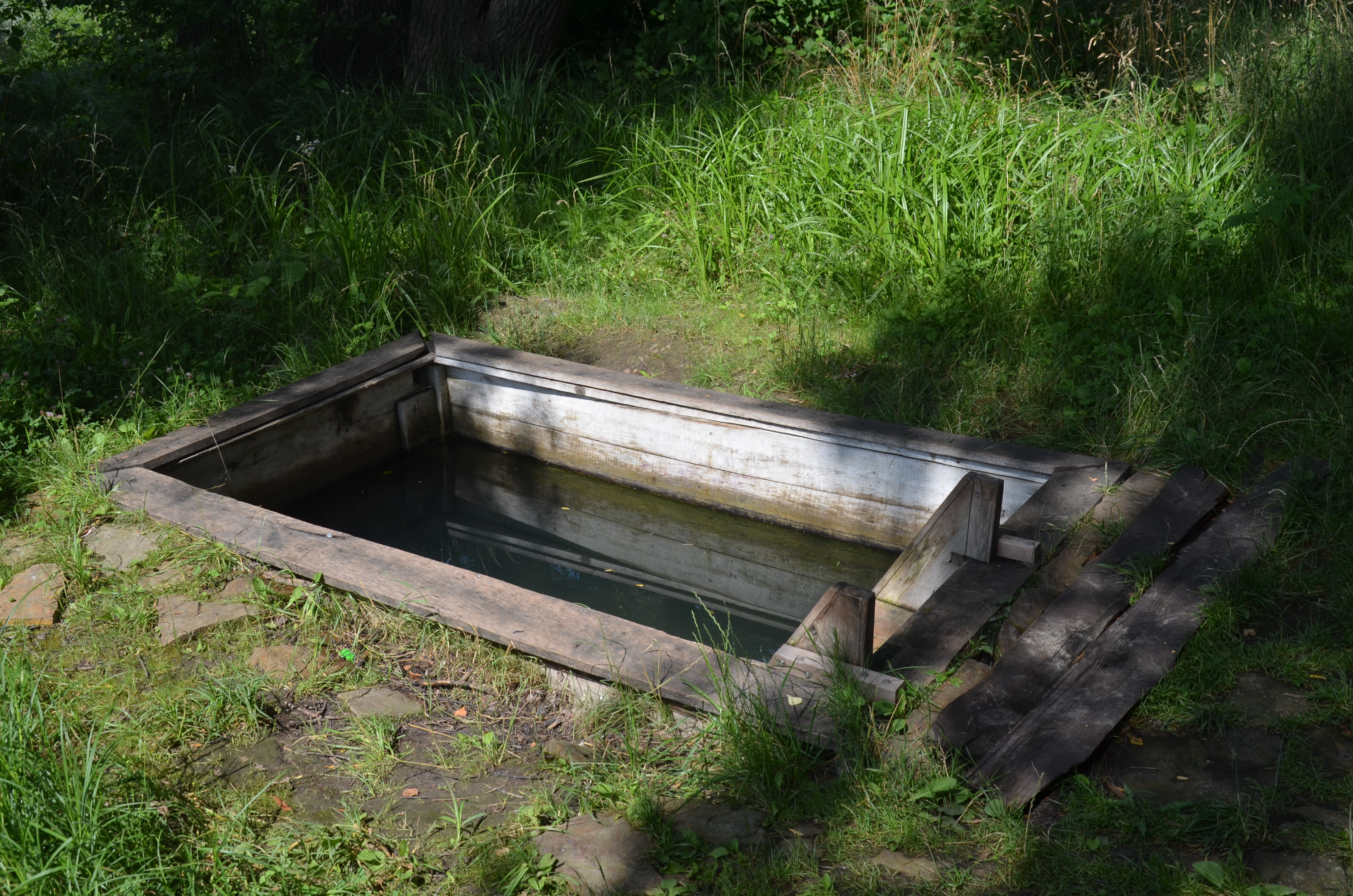
Купель біля Володимирової криниці

## Пам'ятки

Володимирова криниця

Місцева принада — Володимирова криниця, вода з якої, нібито, має цілющі властивості. За легендою, князь Володимир Великий проходив у цій місцині з військом, коли його кінь ступив і з-під копита забило джерело. Одразу біля криниці розміщено невеличку купель.